# Sobieradz (powiat gryfiński)
Sobieradz (do 1945 r. niem. Woltersdorf) – wieś w Polsce położona w województwie zachodniopomorskim, w powiecie gryfińskim, w gminie Gryfino.
Niewielka wieś o dobrze zachowanym, średniowiecznym układzie regularnej owalnicy, rozbudowanej o układ wielodrożny. Położona 6 km na południowy wschód od Gardna. Pierwsze zapisy pochodzą z 1226 roku, wieś zwana była jako Cziberose.
Pod koniec XIII wieku cystersi wznieśli tu kamienny kościół z kwadr granitowych – salowy, orientowany, bez wyodrębnionego prezbiterium. W XIX wieku kościół przebudowano i dobudowano do niego neogotycką wieżę. Poświęcony pierwszego października 1946 roku jako kościół filialny pw. Niepokalanego Serca Najświętszej Marii Panny. W kamiennym murze otaczającym teren przykościelny znajdują się dwie bramy z XIV i XV w. Świątynia i jej otoczenie stanowią obiekt zabytkowy wpisany do rejestru pod nr rej.: 156 z 1.08.1956 r.
W latach 1975–1998 miejscowość administracyjnie należała do województwa szczecińskiego.
Na południe od wsi znajdują się dwa jeziora, które kiedyś tworzyły jeden zbiornik: Jezioro Sobieradzkie Duże i Jezioro Sobieradzkie Małe.
Od 1895 do 2002 roku przez wieś przebiegała linia kolejowa nr 419 Gryfino – Pyrzyce. W 1996 r. zawieszono na niej przewozy pasażerskie, a po 6 latach PKP wykreśliło linię z ewidencji. Do Sobieradza prowadziła także linia kolejowa nr 417. 
Na zachód od Sobieradza powstała droga ekspresowa S3.
We wsi znajduje się remiza Ochotniczej Straży Pożarnej i świetlica Gryfińskiego Domu Kultury.